# Debut (demo Mourning Beloveth)
Debut jest debiutanckim demem doom/death metalowej grupy muzycznej Mourning Beloveth. Demo to zostało nagrane w Pulse Studios, 24 maja 1996, a wydane w czerwcu 1996 roku (cztery lata po założeniu zespołu). Demo zostało zaaranżowane przez  Adriana Butlera, Alana Averill'a i Kevina Byrne'a. Muzyka została skomponowana przez Mourning Beloveth, a słowa ułożył Darren Moore.

## Lista utworów
1. „The Fruit And The Sorrow” – 12:41
2. „Burden” – 7:10

## Twórcy
- Darren Moore – śpiew
- Frank Brennan – gitara
- Brian Delany – gitara basowa i gitara
- Tim Johnson – perkusja